# 叙事诗
叙事诗是讲述故事的诗。诗的长度可长可短，相关故事内容可简单可复杂。叙事诗通常戏剧性不强，采用押韵的形式。叙事诗包括史诗、叙事歌、田园诗等。

## 著名叙事诗
- 孔雀東南飛
- 木兰辞
- 琵琶行
- 阿诗玛